# Fayston
Fayston – miasto w Stanach Zjednoczonych, w stanie Vermont, w hrabstwie Washington.